# جامعة الباحة
جامعة الباحة؛ جامعة حكومية سعودية أُنشِئت في سنة 1426 هـ، وتضم خمس عشرة كلية موزعة على محافظات منطقة الباحة. وتقع الجامعة في منطقة الباحة جنوب المملكة العربية السعودية.

## الاعتماد الأكاديمي المؤسسي
في منتصف عام 2021 حصلت جامعة الباحة على الإعتماد المؤسسي والاعتماد الأكاديمي المشروط لمدة 4 سنوات من هيئة تقويم التعليم والتدريب ممثّلة بالمركز الوطني للتقويم والاعتماد الأكاديمي بالمملكة العربية السعودية، وجاء ذلك نظير ما حقّقته الجامعة من معايير الجودة في مجال تطوير الأداء المؤسسي.

## برامج الجامعة
تقدم الجامعة سنة تحضيرية يقدم فيها مقررات متميزة يتقن فيها الطالب عدة مهارات من ضمنها مهارات التفكير العلمي ومهارات التعلم ومهارات تقنية المعلومات ومهارت الإتصال واللياقة البدنية (للبنين) والتربية الأسرية (للبنات) وأيضًا اللغة الإنجليزية، وعقدت الجامعة اتفاقيات تعاون مع جامعات خارجية متميزة مثل جامعة أوهايو الأمريكية وجامعة أوبسالا السويدية في مختلف المجالات بهدف التـطوير والاستفادة من الخبرات التي من شأنها تطوير وتحسين مخرجات التعليم العالي.
وقد أشرفت جامعة أم القرى على وضع اللبنات الأولى لتأسيس الجامعة من خلال كلية المجتمع بالباحة. وتقدم الجامعة التي صدرت الموافقة السامية بتأسيسها في عام 1426هـ برامجها من خلال 23 قسماً علمياً تتوزع على 12 كلية.

## الكليات

### الكليات الطبية
- كلية التمريض
- كلية طب الأسنان
- كلية الصيدلة
- كلية العلوم الطبية التطبيقية
- كلية الطب

### الكليات العلمية والهندسية
- كلية الهندسة
- كلية العلوم
- كلية الحاسبات و المعلومات
- كلية العلوم الإدارية والمالية

### الكليات الإنسانية والتربوية والإدارية
- كلية الآداب والعلوم الإنسانية
- كلية الأعمال
- كلية التربية
- كلية الدراسات التطبيقية والتعليم المستمر
- كلية الشريعة والقانون

### كليات المحافظات
- كلية العلوم والآداب بالمخواة
- كلية العلوم والآداب ببالجرشي
- كلية الآداب والعلوم بالمندق
- كلية العلوم والآداب بقلوة

## رؤساء الجامعة
| الرئيس                       | الفترة                         | المصدر |
| ---------------------------- | ------------------------------ | ------ |
| د. نبيل كوشك                 | 25 فبراير 2017م - أكتوبر 2017م | [ 6 ]  |
| د. عبدالله بن يحيى بن الحسين | 3 أكتوبر 2017م - إلى الآن      | [ 7 ]  |